# Лаврентія (село)
Лаврентія (рос. Лаврентия) — село, адміністративний центр Чукотського району Чукотського автономного округу Росії. Утворює сільське поселення Лаврентія.
Єдиний районний центр Чукотки, що має сільський статус.

## Географія
Село розташоване на південному березі затоки Лаврентія навпроти селища Пінакуль, яке було збудовано за радянських часів і потім закрито, за 600 км на північний схід від Анадиря. За 10 км від селища Пінакуль розташовувалося селище Нунямо, яке теж було побудовано за радянських часів, але, так само як і Пінакуль, воно було нерентабельним і було закрите. Останні жителі виїхали в 1978—1979 роках. Нині Пінакуль — це невеликий перевал-база для морських звіробоїв.
За 27 км від села розташовані Лорінські ключі — родовище мінеральних теплоенергетичних вод, а за 17 км на південь — історико-культурний комплекс «Яндогай», на території якого розташоване стародавнє чукотське поселення, датоване I тисячоліттям н. е..

## Історія
Село Лаврентія засноване 1927 року, коли тут почала діяти чукотська культбаза, що мала з'єднати різноманітні адміністративно-господарські установи регіону та сприяти закріпленню радянської влади (пароплав із будівничим лісоматеріалом і робітниками увійшов до затоки Лаврентія в серпні того ж року). До осені 1928 року культбаза складалася з низки будівель: ветеринарного пункту, майстерні з ремонту кермо-моторів і побутової техніки, лікарні, цинкового складу, будинку факторії, школи-інтернату і трьох житлових будинків.
Після утворення 10 грудня 1930 року Чукотського національного округу ця культбаза стала центром нового територіального формування, однак у квітні 1932 року окружним центром став Анадир.
18 грудня 1933 року на засіданні райбюро ВКП(б) було порушено питання про перенесення до Лаврентія районних установ, які на той час перебували в Уелені. Проте остаточне рішення про перенесення було ухвалено тільки 20 жовтня 1940 року, а перші районні установи переїхали в село 1942 року. Через Велику Вітчизняну війну остаточне переведення завершилося тільки до 1946 року.
З перенесенням до Лаврентія районного центру в селі було побудовано новий ґрунтовий аеродром. У роки Великої Вітчизняної війни на ньому здійснювали проміжну посадку літаки, які доставляли зі США до СРСР вантажі за ленд-лізом.
У 1955 році між селом Лаврентія та Анадиром було налагоджено регулярне авіасполучення. У 1958 році в село було переселено частину ескімосів, які проживали в селищі Наукан, що знаходилося в найвужчому місці Берингової протоки.